# Arena Romeirão
A Arena Romeirão (conhecido como Romeirão, e anteriormente, Arena Mauro Sampaio) é um estádio e arena multiuso de futebol localizado em Juazeiro do Norte, no estado brasileiro do Ceará. Inaugurado em 1 de maio de 1970, o estádio pertence à prefeitura de Juazeiro do Norte e é o local onde o Icasa e o Guarani de Juazeiro mandam os seus jogos. Atualmente, o estádio possui capacidade para 17 mil pessoas. O custo da arena, que foi financiada pelo governo do estado do Ceará, está estimado em R$ 85 milhões.

## História
Construído por iniciativa do então prefeito de Juazeiro do Norte, Mauro Sampaio, o Romeirão foi inaugurado em meio às comemorações do dia do trabalho de 1970, em um jogo entre Fortaleza e Cruzeiro, vencido pelo time mineiro pelo placar de 3 a 0. O primeiro gol do estádio foi marcado pelo cruzeirense Natal. À época, o estádio teve o custo da construção estimado em 800 mil cruzeiros novos. Desses, 100 mil cruzeiros novos foram dados pelo então governador do Ceará, Plácido Aderaldo Castelo. Na época em que foi inaugurado, a capacidade do Romeirão era de 30 mil pessoas.
Como Juazeiro do Norte não possuía nenhum time profissional, o Romeirão era utilizado pela Liga Desportiva Juazeirense para realização do Campeonato Juazeirense (torneio amador). Somente em 1973, com a profissionalização do Icasa, o Romeirão passou a sediar jogos oficiais. No ano seguinte, foi a vez do Guarani se profissionalizar.
O recorde de público no Romeirão foi registrado em 27 de novembro de 1977, num amistoso entre um combinado das equipes locais (Icasa e Guarani), e a equipe carioca Fluminense. 24 mil pessoas compareceram ao estádio para assistir a partida, que terminou em um empate de 2 a 2.
Geraldino Saravá foi o jogador que marcou o maior número de gols no estádio, com 72 gols marcados. Entre os jogadores que passaram pelo estádio, estão Garrincha, que jogou em 21 de abril de 1972, defendendo a equipe do Olaria, já na fase final da carreira, e Pelé, que atuou em um amistoso pelo Santos em 3 de abril de 1974.
Em 3 de junho de 1984, o Romeirão foi palco do jogo de despedida de Sócrates do futebol brasileiro, uma vez que o atleta estava se transferindo para o Fiorentina, da Itália. Foi um amistoso entre Corinthians e Vasco, com a participação do atacante Roberto Dinamite, que terminou com a vitória do clube paulista por 3 a 0.